# Mycale paschalis
Espèce
Mycale paschalis est une espèce d'éponges de la famille des Mycalidae.

## Distribution
L'espèce est décrite des côtes de l'île de Pâques, dans l'Océan Pacifique.

## Taxinomie
L'espèce Mycale paschalis est décrite en 1990 par Ruth Desqueyroux-Faúndez.